# Liebe ist für alle da
Liebe ist für alle da (Det finns kärlek för alla eller Kärleken finns till för alla på svenska; förkortat Lifad) är Rammsteins sjätte studioalbum, utgivet i oktober 2009. Albumet är producerat av Jacob Hellner och av bandmedlemmarna själva och spelades in vid Sonoma Mountain Studio Estate i USA.
Den 1 september 2009 bekräftades albumets titel i ett videoklipp innehållande scener från musikvideon till låten "Pussy". Albumet sålde platina i Finland innan det ens hade släppts. Detta räknades ut på antal förhandsbokningar.
Låttiteln "B********" står för "Bückstabü" och enligt Richard Z. Kruspe är detta ett påhittat ord som kan översättas till "vad helst du vill". Låten "Wiener Blut" handlar om Fritzlfallet och namnet på låten kommer från en operett av Johann Strauss d.y.. Refrängen till låten "Haifisch" är en omarbetad version av "Die Moritat von Mackie Messer" av Kurt Weill och Bertolt Brecht från Tolvskillingsoperan och låten "Donaukinder" handlar om det dammbrott som ägde rum vid Baia Mare i Rumänien den 30 januari 2000, som förgiftade dricksvattnet och orsakade en massflykt bort från floden. Låten "Frühling in Paris" innehåller textrader från Édith Piafs låt "Non, je ne regrette rien" och låten "Waidmanns Heil" finns med i TV-spelet Guitar Hero: Warriors of Rock.
I november 2009 lades albumet till i vad som kallas för Bundesprüfstelle für jugendgefährdende Medien (ibland känt som The Index) i Tyskland. Detta betyder att albumet enbart blir tillgängligt för vuxna att köpa i Tyskland och att det inte får visas upp i affärer där barn kan se det. Allt detta beror på en bild inuti albumet, på vilken Richard gör sig beredd att smiska en naken kvinna. Vidare bestämdes det att låten "Ich tu dir weh" innehåller skildringar av sadomasochism, vilka ansågs vara direkt skadliga för barn att höra om. Därför släpptes albumet igen den 16 november 2009 i Tyskland, där bilden på Richard var borttagen och låten "Ich tu dir weh" fanns i ny version, kallad "Ich tu dir weh (neue Version)". Trummisen Christoph Schneider kommenterade händelsen på följande sätt i en intervju:
| ”                     | Det var ganska överraskande. Rammstein har gått till överdrift i 15 år och det finns inget på det albumet som är mer fördärvligt eller som behöver censureras den här gången. Vi har undrat "varför nu?". Det måste finnas en institution bakom anledningen att ta bort albumet ifrån den tyska marknaden och det är inte bra. Vi är såklart inte nöjda med beslutet. Jag tycker att beslutet är något överdrivet när du jämför det med andra saker. Det är bara en låt och en bild på vår gitarrist som smiskar en naken kvinna. [...] Jag tror att detta kom från Bundesministerium für Familie, Senioren, Frauen und Jugend; från en väldigt högt uppsatt institution. Jag tror att de kände sig hjälplösa och ville säga till om något. Kanske var de rädda för de växande våldsamheterna inom musik- och filmbranschen och så ville de statuera exempel. Det är första gången någonsin som ett förstaplatsalbum har indexerats i Tyskland. Det är lite konstigt. | „ |
| – Christoph Schneider | |   |

Den 9 juni 2010 meddelade dock bandet att den ocensurerade versionen av albumet numera är tillåten att köpas även av minderåriga i Tyskland. Även den, i Tyskland, tidigare outgivna singeln "Ich tu dir weh" kommer nu att vara tillgänglig. Dessa beslut fattades av en domstol i Köln den 31 maj 2010 och från och med den 1 juni samma år togs albumet bort från listan Bundesprüfstelle für jugendgefährdende Medien. Den 15 februari 2014 öppnade utställningen "Eugenio Recuenco – Photography" på Kunsthalle Rostock, vilken innehöll fotografi från Liebe ist für alle da-kampanjen.

## Låtlista
Alla låtar är skrivna av Rammstein.
1. "Rammlied" – 5:19
2. "Ich tu dir weh" – 5:02
3. "Waidmanns Heil" – 3:33
4. "Haifisch" – 3:45
5. "B********" (heter också "Bückstabü") – 4:15
6. "Frühling in Paris" – 4:45
7. "Wiener Blut" – 3:53
8. "Pussy" – 4:00
9. "Liebe ist für alle da" – 3:26
10. "Mehr" – 4:09
11. "Roter Sand" – 3:59

Den censurerade versionen, Zensierte Version, gavs ut i Tyskland den 16 november 2009. På den är Ich tu dir weh överstruken med fotnoten "Borttagen på grund av censur av myndigheterna i Förbundrepubliken Tyskland".

## Bonusspår

### Special Edition
1. "Führe mich" – 4:34
2. "Donaukinder" – 5:18
3. "Halt" – 4:20
4. "Roter Sand (Orchester Version)" – 4:06
5. "Liese" – 3:56

### iTunes Exclusive Track
1. "Rammlied (Thrash-Terpiece Remix)" – 6:19

### Deluxe Box Set
Förutom Special Edition-albumet innehåller boxen handbojor, glidmedel och sex stycken rosa dildoar. Utgivningen av denna box stoppades i Sverige, av följande anledning:
| ”                                      | Vi har inte varit med och tagit fram den här. Den ligger inte hos oss. Den är inte tillgänglig via oss för fem öre. Jag har dessutom svårt att se att de stora varuhusen skulle ta in den. Det är en sak att göra en porrvideo, en annan att göra det här. En dildo ser lite läskig ut. Vi säljer musik. | „ |
| – Charlie Åberg, Universal Music Group | |   |

## Lanseringsdatum
Datum för när albumet släpptes runt om i världen. Från Rammsteins officiella webbplats.
| Datum (2009) | Länder (Eventuellt kontinenter)                                                                                                  |
| ------------ | --- |
| 16 oktober   | Belgien Bosnien och Hercegovina Danmark Finland Frankrike Irland Italien Kroatien Luxemburg Schweiz Slovenien Tyskland Österrike |
| 19 oktober   | Bulgarien Grekland Island Nederländerna Norge Polen Portugal Rumänien Ryssland Slovakien Storbritannien Sverige Tjeckien Ungern  |
| 20 oktober   | Kanada Spanien USA |
| 23 oktober   | Australien Nya Zeeland Sydafrika                                                                                                 |
| 16 november  | Tyskland (ny version) |
| Datum (2010) | Länder (Eventuellt kontinenter)                                                                                                  |
| 1 juni       | Tyskland (ocensurerad version)                                                                                                   |